# Waterloo (Ontario)
Waterloo è una città situata nel sud dell'Ontario. È la più piccola delle tre città che si trovano nella Municipalità Regionale di Waterloo (Regional Municipality of Waterloo), ed è adiacente alla città di Kitchener.
Le due città, Kitchener e Waterloo, sono comunemente chiamate Kitchener-Waterloo (K-W), o le città gemelle. Ci sono stati numerosi tentativi di unificare le due città (in alcuni casi anche con l'adiacente città di Cambridge), ma sono tutti falliti.
Il numero di residenti nella città di Waterloo dipende da come si contano i residenti temporanei che sono a Waterloo per i loro studi universitari, in particolare presso l'Università di Waterloo. Secondo il censimento del 2006, Waterloo aveva una popolazione di 97.475 persone. Questo numero non include il numero di studenti fuori sede, e quindi residenti temporanei. Alla fine del 2006 il numero totale di persone residenti a Waterloo, includendo anche i circa 20.000 studenti universitari, era di 117.700 persone. Nel 2009 la popolazione, compresi gli studenti universitari, ammontava a 121.700.

## Storia
Waterloo fu costruita su una porzione di terra facente parte di un territorio di 675,000 acri (2,730 km2) assegnato nel 1784 alla tribu degli Irochesi, Subito dopo - e dopo molte controversie - i nativi cominciarono a vendere parte delle loro terre. Tra il 1796 e il 1798, 93000 acri (380 km2) furono venduti a Richard Beasley, mentre i nativi continuavano ad avere l'ipoteca sulle terre.
La prima ondata di immigrati fu rappresentata dai Mennoniti che arrivarono dalla Pennsylvania. Essi cominciarono ad arrivare nel 1804. L'anno seguente un gruppo di 26 Mennoniti unì le proprie risorse per acquistare la terra da Beasley e per riscattare l'ipoteca che era ancora nelle mani dei nativi Iroqui.
I Mennoniti divisero la terra in piccoli appezzamenti; due appezzamenti appartenenti in origine agli Erb divennero poi la parte centrale della città. Erb è per questo spesso chiamato il fondatore di Waterloo, poiché la sua segheria e il suo mulino diventarono il punto centrale della città.
Nel 1816 la nuova cittadina fu rinominata Waterloo, dal nome della città belga in cui fu sconfitto Napoleone. Peraltro, proprio dopo le guerre napoleoniche la città divenne meta di immigrati dalla Germania. Nel 1840 il numero di immigrati tedeschi superava quello dei Mennoniti. Molti tedeschi si insediarono in un piccolo villaggio a sud est di Waterloo. In loro onore, tale villaggio fu rinominato Berlino nel 1833 (e rinominato poi Kitchener nel 1916 dopo la Prima guerra mondiale). Berlino fu scelta come centro della Contea di Waterloo nel 1853.
Waterloo fu incorporata come villaggio nel 1857 e divenne Town of Waterloo nel 1876 e City of Waterloo nel 1948.

## Amministrazione

### Gemellaggi
- Waterloo